# Ilıca, Balya
Ilıca là một thị trấn thuộc huyện Balya, tỉnh Balıkesir, Thổ Nhĩ Kỳ. Dân số thời điểm năm 2010 là 753 người.